# Vaux-en-Bugey
Vaux-en-Bugey település Franciaországban, Ain megyében. Lakosainak száma 1218 fő (2022. január 1.). Vaux-en-Bugey Ambutrix, Bettant, Lagnieu, Leyment, Saint-Sorlin-en-Bugey, Souclin és Torcieu községekkel határos.

## Népesség
A település népessége az elmúlt években az alábbi módon változott:
| Lakosok száma | 738  | 798  | 881  | 1090 | 1215 | 1231 | 1224 | 1227 | 1224 | 1218 |
|               | 1968 | 1982 | 1990 | 2006 | 2013 | 2015 | 2017 | 2019 | 2020 | 2022 |